# Égi mechanika
Az égi mechanika a csillagászat egyik ága, mely az égitestek mozgásának dinamikai leírásával foglalkozik.
Szigorúbb értelemben véve az égitestek mozgását leíró dinamikus csillagászat területét feloszthatjuk a Naprendszer természetes égitestjeivel foglalkozó égi mechanikára, a csillagok mozgását kutató sztellárdinamikára és a mesterséges égitestek mozgásával foglalkozó asztrodinamikára; ezek között a területek között a problémák és a módszerek hasonlósága miatt nem lehet éles határokat húzni, és szokás a hármat együtt is égi mechanikának nevezni. Ebben a szócikkben is ilyen értelemben használjuk a kifejezést. Bár a klasszikus mechanika magában foglalja a testek mozgását az erők figyelembe vétele nélkül leíró kinematikát is, a csillagászatban ez nem az égi mechanika tárgyköre. Az égi mechanika alapvetően a klasszikus mechanika eszközeivel dolgozik, pontosabb számításokhoz azonban figyelembe kell venni a relativisztikus hatásokat is.

## A Newton-féle mozgásegyenletek
P1 és P2 a két tömegpontnak feltételezett test, m1 és m2 a testek tömege, r a közöttük lévő távolság, k a Gauss-féle gravitációs állandó, a vonatkoztatási rendszer 0xyz, a helyvektorok: r1 és r2:
{\displaystyle m_{1}\mathbf {\ddot {r}} _{1}=k^{2}{\frac {m_{1}m_{2}}{r^{2}}}\;{\frac {\mathbf {r} }{r}},}
{\displaystyle m_{2}\mathbf {\ddot {r}} _{2}=-k^{2}{\frac {m_{1}m_{2}}{r^{2}}}\;{\frac {\mathbf {r} }{r}},}
ahol r a P2 tömegpont P1-hez viszonyított helyvektora:
{\displaystyle \mathbf {r} =\mathbf {r} _{2}-\mathbf {r} _{1},}
{\displaystyle r=|\mathbf {r} |\mathbf {,} }
az egyenletek felírásánál figyelembe lett véve, hogy P1-re {\displaystyle \mathbf {r} } irányú, P2-re -{\displaystyle \mathbf {r} } irányú erő hat.

### A pálya alakja és a Kepler-törvények
Newton számításai azt mutatják, hogy a mozgás egy síkban zajlik, és pályája egy kúpszelet; mégpedig a rendszer mechanikai energiájától (azaz a mozgási és a helyzeti energia összegétől) függően. Ha ugyanis a mechanikai energia negatív (azaz a rendszer zárt), akkor a mozgás pályája ellipszis lesz; pozitív energia (nyílt rendszer) esetén pedig hiperbola. A kettő közötti határesetben, nulla energia esetén parabolapályát kapunk. Ellipszispályán mozognak például a bolygók, parabolapályán egyes üstökösök. Speciális esetben a mozgás pályája egyenes is lehet.
A kéttestprobléma levezetése kiadja a jól ismert Kepler-törvényeket. Maga Kepler ezeket a törvényeket csak empirikusan, Tycho Brahe bolygóészleléseinek elemzésével adta meg, Newton pedig a tömegvonzási törvényből le is vezette őket. Kepler ugyan csak az ellipszispályát ismerte fel, de törvényei könnyen általánosíthatóak más kúpszeletekre is. Meg kell azonban jegyeznünk, hogy a III. törvény csak közelítő jellegű, és akkor alkalmazható a Kepler által megadott formában, ha a keringő test tömege a középpontéhoz képest elhanyagolható (ami a Naprendszer összes bolygójára teljesül).
Mindez csak a klasszikus égi mechanikai feladatokra, például a Nap körül keringő bolygókra igaz. (Ne feledjük, hogy a kéttestprobléma idealizáció, és csak közelítésként használható!) Miként az n-test-problémánál, itt is elmondhatjuk, hogy szoros megközelítések és ütközések esetén (ilyen lehet két közel kerülő égitest, egy meteorbecsapódás vagy az űrhajók indítása és leszállása) a számítások nagyon bonyolulttá válnak.

### A mozgás időbeli lefolyása
A mozgás időbeli lefolyása még a kéttestprobléma esetén sem adható meg zárt alakban, azaz (a körmozgás speciális esetétől eltekintve) nincs olyan képlet, amelybe az eltelt időt behelyettesítve pontosan megkapnánk az égitest helyét és sebességét. Csak közelítő megoldások lehetségesek.

## Égi mechanikai mértékegységek
Az égi mechanikában használatos mértékegységek gyakorlati okokból eltérnek az SI-mértékegységrendszertől:
- tömegegység: a Nap tömege: S = 1,9891·1030 kg.;
- hosszúságegység: CSE (vagy CsE), a Föld - Hold tömegközéppontja Nap körüli pályájának fél nagytengelye; értéke durván 149 600 000 km.
- időegység: egy középnap, d = 86 400 másodperc = 24 óra.

A Gauss-féle gravitációs állandó, jele k:
{\displaystyle k={\frac {2\pi }{T{\sqrt {1+m}}}},}
ahol m a Föld - Hold rendszer össztömege, T pedig a Föld - Hold rendszer tömegközéppontjának a Nap körüli keringési ideje.
A Gauss-féle gravitációs állandó értéke a fenti összefüggésből: k = 0,01720209895.
A Föld - Hold rendszer tömegközéppontja pályájának fél nagytengelye a csillagászati egység, jele CSE vagy CsE, amely az alábbi összefüggésből számítható ki:
{\displaystyle a=\left({\frac {kT{\sqrt {1+m}}}{2\pi }}\right)}2/3.
A Nemzetközi Csillagászati Unió (International Astromomical Union, IAU) 1938-ban hozott egy határozatot, mely szerint a Gauss-féle gravitációs állandót kell állandónak tekinteni, a Föld - Hold rendszer tömegközéppontja pályájának a fél nagytengelye lesz a változó, ily módon a bolygó- és bolygómozgások táblázatait nem kell újra- és újra kiszámítani.

## Fontosabb problémái
Az égitestek mozgásának vizsgálatakor a következő kérdésekre várunk választ:
- Milyen a pálya alakja?
- Milyen a mozgás időbeli lefolyása, azaz adott időpontban hol lesz az égitest?
- Mennyire stabil a pálya hosszú távon?

### A kéttestprobléma

#### A kéttestprobléma és az egycentrumprobléma megfogalmazása
A kéttestprobléma két tömegpont egymáshoz viszonyított mozgását írja le (mintha más égitestek nem befolyásolnák a két testből álló rendszert). Ez természetesen idealizáció, azonban első közelítésben jól használható a Nap–bolygó és a bolygó–hold-rendszerek leírásához.
A kéttestprobléma jelentősége, hogy – legalábbis a pálya alakja és a pályaelemek tekintetében – egzaktul megoldható. Ezt a megoldást maga Newton adta meg. Mindenekelőtt kimutatható, hogy egy inerciarendszerben a két testből álló rendszer tömegközéppontjára érvényes Newton első törvénye (ez a tömegközéppont megmaradásának törvénye). A kéttestprobléma visszavezethető az egycentrumproblémára, amikor a két tömegpont egyikét nyugvónak tekintjük, s a másik pont mozgását vizsgáljuk ezen pont körül. (Lényegében ezt tesszük például, amikor a bolygók Nap körüli keringéséről beszélünk.) Ha ugyanis az inerciarendszer kezdőpontját a két test közös tömegközéppontjához rögzítjük (ezt a tömegközéppont megmaradásának törvénye miatt megtehetjük), akkor a két testnek a tömegközépponthoz képesti mozgását ugyanolyan alakú egyenletek írják le, mint az egyik testnek a másikhoz viszonyított mozgását.

#### Változó tömegű kéttestprobléma
Az eddigiekben a testek tömegét állandónak tekintettük, ami a Naprendszer nagy égitestjei esetén igaz is. A változó tömegű kéttestprobléma például kettőscsillagoknál merülhet fel, amelyek anyagot cserélhetnek egymással vagy a környezetükkel. Hasonló problémát tapasztalunk a rakétamozgásnál is.

### A háromtest-probléma
A problémát leíró differenciálegyenlet-rendszer tizennyolcadrendű. A rendszám az első integrálok felhasználásával tízzel csökkenthető (hat súlypontintegrál, három impulzusmomentum-integrál és egy energiaintegrál). A rendszám még további kettővel csökkenthető, a csomóvonal és az idő eliminálásával. Még további 6 első integrál lenne szükséges. Ezek hiányában a háromtest-probléma formális integrálása nem lehetséges.
Második közelítés. Első megközelítésben a probléma elvileg megoldhatatlan. Meg lehet próbálni a megoldást végtelen sorok segítségével előállítani. Ez esetben fontos kérdés, hogy a sorok mindenütt konvergensek-e.  K. F. Sundman finn csillagász 1912-ben konvergens hatványsorokkal megadta a háromtest-probléma általános elvi megoldását.
Harmadik közelítésben a probléma továbbra is megoldatlannak tekinthető. A Sundman-féle sorok konvergenciája ugyanis nagyon lassú. Például három egyenlő tömeg esetén, hogy a tömegpontok koordinátáit két hónappal előre 0,5° pontossággal meghatározzuk, a Sundman-féle sorok több mint 1080000 tagját kellene összegezni.

### Az n-test-probléma
Lásd még: az N-test probléma cikket
Ez az égi mechanika alapproblémája, melyet a tudományág megalapozója, Isaac Newton fogalmazott meg. A feladat: határozzuk meg n darab pontszerűnek tekintett égitest mozgását a köztük ható gravitációs erők alapján. Az n-test-problémának általános megoldása nem ismert; numerikus integrálási módszerekkel lehet közelíteni. A probléma speciális esete, amikor az egyik test lényegesen nagyobb tömegű, mint a többi; ilyenkor a számítások leegyszerűsödnek. A legjobb példa erre a Naprendszer vizsgálata. A Naprendszer esetében további könnyítést jelent a számításokban, hogy a bolygók nem kerülnek túlságosan közel egymáshoz (a numerikus integrálás fő nehézségét ugyanis a szoros megközelítések és az ütközések jelentik).

## Megoldásai

### Pályaszámítás
Tegyük fel, hogy a kedves olvasó felfedez egy új kisbolygót vagy üstököst. Hogyan tovább? Másnap még megpróbálhatja megtalálni az első észlelés helyének a közelében, de aztán meg kell határozni a pályáját, hogy folyamatos megfigyelés nélkül is meg lehessen találni később. Ez a feladat a pályaszámítás.
Ahhoz, hogy egy égitest pályáját meghatározzuk, legalább három (néha több) megfigyelésre van szükség. Két megfigyelés csak azon ritka esetben elégséges, ha az égitest távolságát is meg tudjuk mérni. A problémát először Gauss oldotta meg.

### A Hold mozgása
A Föld és a Hold nem gömbszimmetrikus test, ez hatással van mindkét égitestre, és nem lehet eltekinteni a külső hatásoktól sem. A Hold mozgása tehát nem szabályos, nem olyan, mintha két gömb alakú test a keringene a saját, ellipszis alakú pályáján a közös tömegközéppont körül. Ha így volna, akkor csak az alábbi adatokkal kellene számolni:
Közepes földtávolság = 384 400 km, 

A holdpálya közepes excentricitása = 0,0549, 

A pályasík hajlásszöge az ekliptikához (inklináció) = 5,145°.
A Föld belsejében a tömegeloszlás nem egyenletes, ez kihat a Holdra. A mozgására hatással vannak a Nap és a bolygók gravitációs háborgásai (perturbációi) is, amelyek közül a legnagyobb háborgásokat a Nap okozza. A következmény: a Hold több százféle mozgást végez, és annak ellenére nagyon nehéz ezeket a mozgásokat a matematika nyelvén leírni, hogy közel van a Földhöz. A közelség miatt a megfigyelések is sokkal pontosabbak, éppen ezért a szokásosnál pontosabb magyarázatra van szükség.
A holdpálya perigeuma (földközelpontja) 8,850339 év alatt a keringéssel egyező irányban körülfordul, ennek oka a Nap okozta perturbáció. Ezt a mozgást  más, szabályosan ismétlődő hatások is zavarják. A legnagyobb háborgás amplitúdója 8° 41'. A pálya excentricitása - elliptikus pályájának a körtől való eltérése - is változik, kis kitéréseket végez a középérték körül. A felszálló csomó ellentétes irányban, 18,59949 éves periódusidővel körbeforog, amelyet szintén zavarnak más szabályos időközönkénti perturbációk, közülük a legnagyobb 1° 26'. Az inklinációs szög (hajlásszög) pedig közben 4°57' és 5°20' között ingadozik.

### A mesterséges holdak mozgása

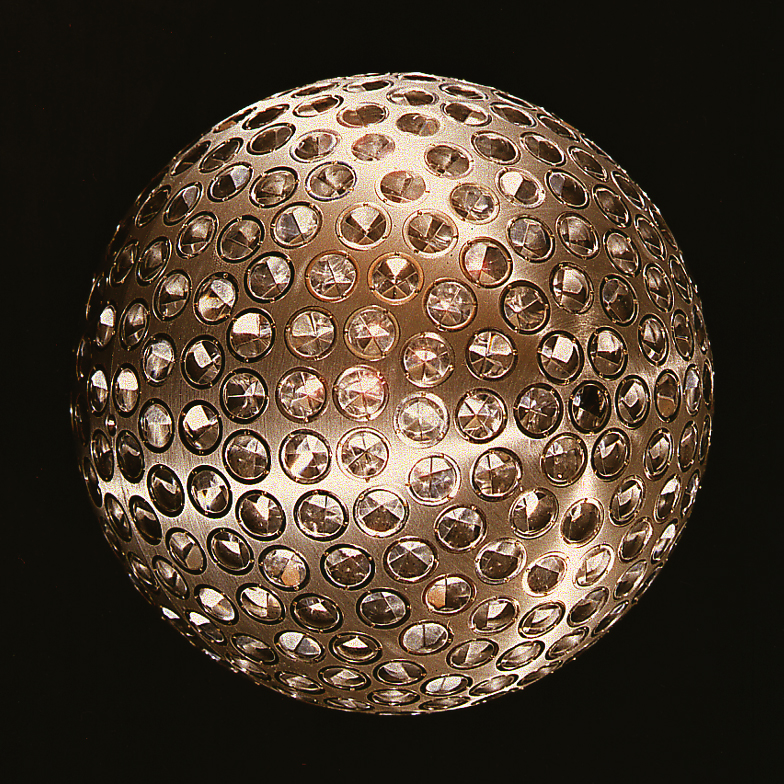
A lézertükrökkel felszerelt, nagy magasságban keringő LAGEOS nagy pontosságú pályaszámítása különösen nehéz feladat

Első közelítésben a Föld körül keringő mesterséges holdak mozgása is a kéttestprobléma alapján írható le, ezt a mozgást azonban igen sok, máshol fel nem merülő perturbáció zavarja. Nemcsak a Nap és a Hold hatását kell figyelembe venni, hanem olyan érdekes tényezőket is, mint a Föld alakjának a gömbtől való eltérése, a légkör fékező hatása, a sugárnyomás vagy az elektromosan töltött részecskékkel való kölcsönhatás. Ugyanakkor egyes műholdaknál, mint például a geodéziai megfigyeléseket végző LAGEOS-nál a pálya nagyon nagy pontosságú (centiméteres) meghatározására van szükség, hogy alkalmasak legyenek a földkéreg kicsiny elmozdulásainak mérésére.
Érdekesség, hogy az elmélet fordított irányban is alkalmazható; ha ugyanis pontosan tudjuk, hogyan kellene a műholdnak mozognia, és ezt összevetjük a tényleges pályájával, akkor pontosabban meghatározhatjuk a geoid alakot.